# Vz. 53 (каска)

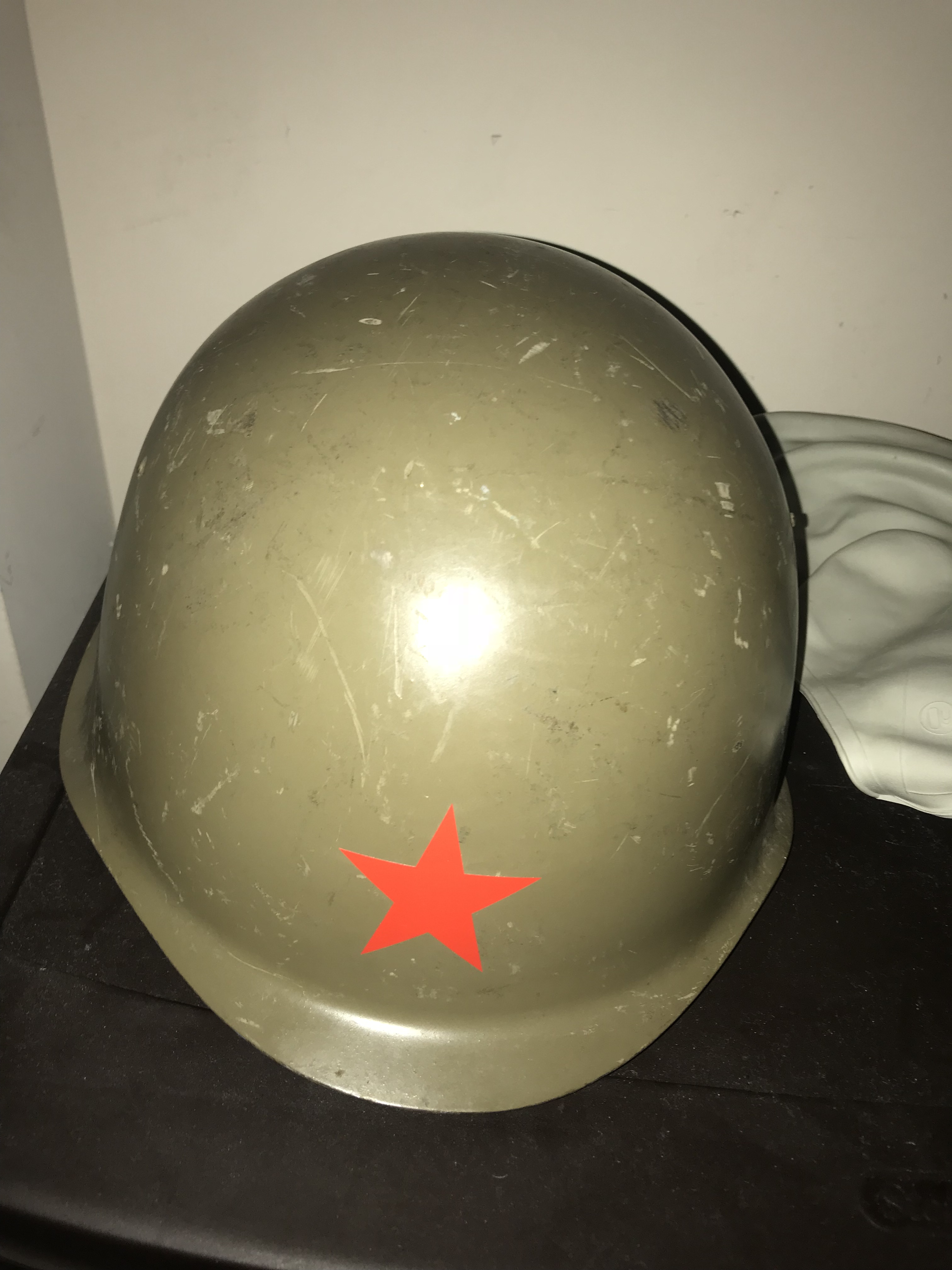
Шлем Vz.53

Vz. 53 (полностью — Přilba vz. 53) — стальной шлем, применявшийся чехословацкой армией с начала 1950-х годов. В странах Западной Европы и США его иногда называют «чешский шлем М53». Эти шлемы из-за сходства нередко ошибочно принимают за советские шлемы СШ-40 и различные другие очень похожие шлемы ОВД.

## История
После Второй мировой войны Советский Союз предоставил Чехословакии советские каски СШ-39 и СШ-40 для их вновь сформированных вооруженных сил. Эти шлемы были переоснащены кожаными подшлемниками, очень похожими на те, что были в немецких штальхельмах. Эти шлемы получили обозначение Vz. 52, который стал предшественником Vz. 53. Шлемы Vz.52, изготовленные с использованием советских касок, легко идентифицировать по кольцу из 6 заклепок вокруг оголовья каски и дополнительным 3 заклепкам вверху в верхней части шлема.
Чехословакия экспортировала Vz. 52 и Vз. 53 во многие страны. Они использовались армией Северного Вьетнама во время войны во Вьетнаме, а также отправлялись в различные про-советские страны. Эти шлемы до сих пор применяются в некоторых современных конфликтах на Ближнем Востоке, в частности в Афганистане и Ираке. В большинстве своём, эти шлемы сохранились со времен холодной войны .
В 1980-х годах Чехословакия заменила кожаный ремешок четырехточечным нейлоновым ремешком вместе с кожаной защитой подбородка. Этот шлем стал известен как Vz. 53/80 и использовался до 2004 года.
Шлемы Vz. 53/80 до недавнего времени применялись афганской военной полицией.

## Описание
Vz. 53 вобрал в себя решения от шлемов из разных стран, в частности Германии и СССР. Форма каски является точной копией советских шлемов СШ-39 и СШ-40, и очень небольшой процент шлемов на самом деле представляет собой СШ-40, переоборудованные под Vz.52 с подшлемниками немецкого типа. Это оригинальные шлемы, отправленные СССР в Чехословакию в начале 1950-х годов в качестве поддержки обновленной армии.
Кожаный подшлемник является копией немецкого Stahlhelm, что является хорошим способом отличить его от других подобных шлемов стран Варшавского договора.

### Идентификация
В качестве военных сувениров Vz. 53 могут продаваться в Интернете как «советский шлем времен Второй мировой войны», чтобы привлечь больше покупателей .
Хотя советские шлемы СШ-39 и СШ-40 действительно похожи на Vz. 53, есть много способов отличить их друг от друга. На чехословацком Vz. 53 или любом другой варианте Vz. 53 на внутренней стороне передней части шлема должно быть клеймо в виде двух скрещенных мечей. Это чехословацкая печать одобрения. Рядом с ним находится двузначное число, обозначающее год выпуска. Например, 56 означает 1956 год. Непосредственно под ним находится цифра 1, 2 или 3, обозначающая размер шлема.

## Пользователи

### Используется
- Куба[9]
- Египет[10]
- Словакия[11]

### Снят с вооружения
- : Военная полиция Афганистана[4]
- Албания[10]
- Чехословакия[10]
- Ирак[10]
- Социалистическая республика Вьетнам[2]